# Gospodarka Andrychowa
Andrychów jest rozwijającym się ośrodkiem gospodarczym położonym w zachodniej Małopolsce. Rozwija się tu głównie przemysł: maszynowy, włókienniczy i bawełniany oraz ze względu na korzystne położenie turystyka i agroturystyka.
Ma długie tradycje gospodarcze. Od XVI wieku rozwijało się tkactwo oparte na uprawianym w okolicy lnie, a później na importowanej bawełnie. W XVIII i XIX wieku rozkwitła działalność produkcyjna i handlowa chłopów andrychowskich zorganizowanych w kolegacje. W 1908 roku powstała bardzo nowoczesna (jak na tamte czasy) Pierwsza Galicyjska Tkalnia Mechaniczna należąca do braci Czeczowiczków.
W okresie międzywojennym starano się stworzyć w Andrychowie warunki do rozwoju ruchu wypoczynkowego. W tym okresie powstały duże inwestycje o charakterze rekreacyjnym: stadion sportowy oraz basen.

## Struktura gospodarcza

### Dane statystyczne
.

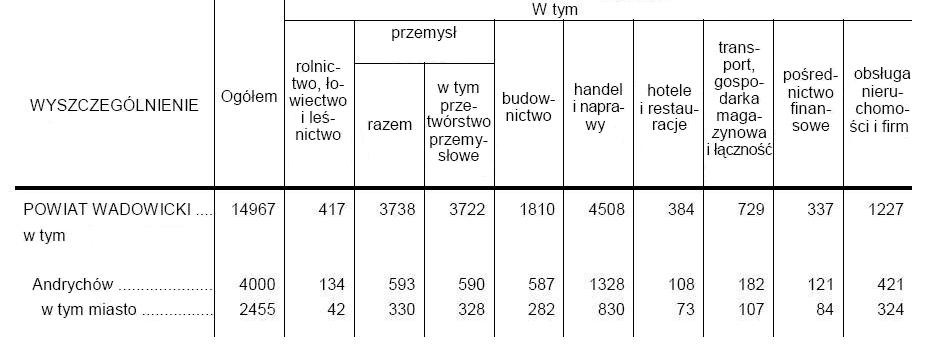
Struktura gospodarcza gminy Andrychów, źródło: GUS, 2007

Charakterystycznymi niekorzystnymi cechami andrychowskiej gospodarki są:
- niewielka liczba podmiotów średniej wielkości – dominują mikroprzedsiębiorstwa oraz działa kilka dużych zakładów.
- niski stopień rozwoju usług – znaczna liczba podmiotów ma profil produkcyjny.
- niewielkie zróżnicowanie branżowe (większość podmiotów zajmuje się: przetwórstwem przemysłowym, handlem detalicznym oraz budownictwem).

### Przemysł
W Andrychowie od początku XX wieku były obecne duże zakłady przemysłowe. Transformacja ustrojowa przyniosła im wiele nowych wyzwań i problemów – w latach 90. możliwości dalszego funkcjonowania wielu z nich stała pod znakiem zapytania. Duże andrychowskie zakłady przeszły restrukturyzacje i obecnie odzyskują rynki. Na terenie gminy powstają nowe inwestycje. Aktywność władz samorządowych (m.in. działania związane z utworzeniem strefy ekonomicznej) pozwala przypuszczać, że przemysł w Andrychowie będzie przyciągać nowych inwestorów. Andrychów jest jednym z głównych ośrodków Bielskiego Okręgu Przemysłowego.

### Turystyka
Ważną gałęzią gospodarki andrychowskiej jest turystyka i agroturystyka. Ze względu na położenie w Beskidzie Małym oraz inwestycje w infrastrukturę turystyczną Andrychów jest jednym z najważniejszych ośrodków turystycznych w regionie.
Na terenie gminy można wypoczywać przez cały rok. Różnorodność oferty pozwala na uprawianie pieszej turystyki górskiej, rowerowej górskiej i nizinnej, konnej, sportów zimowych, wspinaczki skałkowej, wędkowania, lotniarstwa, myślistwa, turystyki kulturowej i religijnej.
Bazę noclegową w gminie tworzą: ponad 4 hotele (m.in. Park Hotel Łysoń, Hotel „Beskid”, Hotel „Leskowiec”, Centrum Konferencyjno-Wypoczynkowego „Kocierz”), ponad 20 gospodarstw agro- i ekoturystycznych i ok. 3 schronisk górskich: na Trzonce, na Jaworzynie (schronisko „Leskowiec”) i w okolicach Łamanej Skały.
Infrastrukturę turystyczną, rekreacyjną i sportową tworzą również: wyciągi, liczne szlaki turystyczne, parki rozrywki, centra konferencyjno-wypoczynkowe, baseny, korty tenisowe, lodowiska, stadniny koni, hale i stadiony sportowe.

### Handel
W Andrychowie mocno rozbudowany jest sektor handlowy (szczególnie handel detaliczny). Działają tutaj m.in.:
- targowisko miejskie,
- Galeria Andrychów
- Spółdzielnia WIZAN,
- Supermarket Kaufland,
- Supermarket Tesco,
- Supermarket Aldi
- Supermarket Biedronka
- Supermarket Kaufland
- Supermarket Intermarché.
- Supermarket Netto

### Rolnictwo
W gminie Andrychów użytki rolne zajmują 49,4%, a lasy – 40,3% powierzchni. W gminie praktycznie nie ma ludności, której głównym źródłem utrzymania jest rolnictwo. Pomimo tego, w gminie od lat utrzymuje się dwuzawodowość. Intensywnie rozwija się pszczelarstwo.
Ze względu na ukształtowanie terenu i słabą jakość gleb przeważa uprawa zboża i ziemniaków, zaś hodowla zwierząt skupia się na trzodzie chlewnej, bydle i drobiu.
Na terenie Roczyn rozwija się sadownictwo i gospodarstwa szklarniowe. Ich łączna powierzchnia wynosi około 36 tys. m².
Andrychów jest siedzibą Nadleśnictwa Andrychów.

## Specjalna strefa ekonomiczna
Od 2007 roku działa podstrefa specjalnej strefy ekonomicznej zarządzana przez Krakowski Park Technologiczny, o łącznej powierzchni blisko 140 ha. Podzielona została na pięć kompleksów dostosowanych do różnorodnych potrzeb inwestorów.

## Wsparcie biznesu, Instytucje otoczenia biznesu

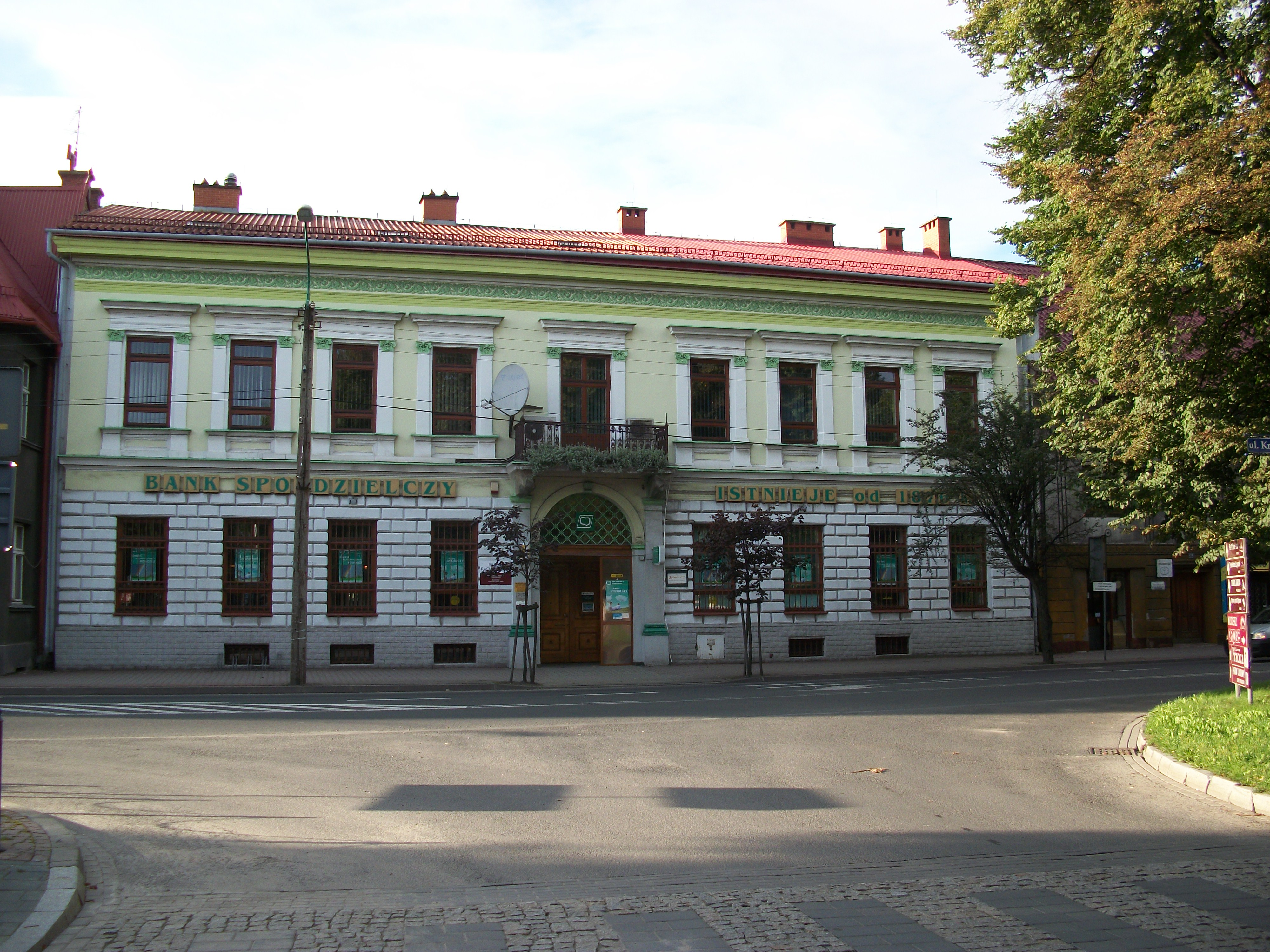
Siedziba Banku Spółdzielczego w Andrychowie

Działalność bankową w Andrychowie prowadzą:
- Bank Spółdzielczy w Andrychowie,
- Bank Zachodni WBK,
- ING Bank Śląski,
- PKO Bank Polski,
- Bank PEKAO,
- Alior Bank.

Inne instytucje:
- Małopolski Inkubator Przedsiębiorczości w Andrychowie, który prowadzi działalność na rzecz małych i średnich przedsiębiorstw oraz osób zainteresowanych uruchomieniem działalności gospodarczej.
- Cech Rzemiosł i Małej Przedsiębiorczości w Andrychowie

## Rynek pracy
W ciągu 2009 roku w powiecie wadowickim gwałtownie wzrosło bezrobocie. Bezpośredni wpływ na jego wzrost miało pogorszenie się sytuacji gospodarczej. Tendencja ta nie ominęła Andrychowa. W porównaniu do roku 2008 przybyło 728 osób bezrobotnych:
- po III kwartałach roku 2008 bezrobocie w Andrychowie wynosiło 1561 osób,
- po III kwartałach roku 2009 bezrobocie w Andrychowie wyniosło 2289 osób bezrobotnych.

## Inwestycje w latach 2007–2008
Wybrane inwestycje współfinansowane przez gminę:
- Inwestycje w infrastrukturę drogową – wartość inwestycji: ponad 13 mln 700 tys.
- Estetyzacja gminy – wartość inwestycji: ponad 288 tys.
- Inwestycje edukacyjno-sportowe – wartość inwestycji: ponad 2 mln 650 tys.
- Przebudowa basenu – wartość inwestycji 22 mln.

Wybrane inwestycje prywatne:
- Centrum Konferencyjno-Wypoczynkowego „Kocierz” (obecnie m.in. karczma, sala konferencyjna, sale szkoleniowe, hotel, centrum SPA, kryty basen, korty tenisowe, wypożyczalnia sprzętu turystycznego i narciarskiego).
- Całoroczny Ośrodek Wypoczynkowy „Czarny Groń” (m.in. park linowy, hotel, restauracja).
- Park Hotel Łysoń
- Park Miniatur „Świat Marzeń” w Inwałdzie.
- Park Dinozaurów w Inwałdzie.
- MiniZoo „Kucyk”
- Szkółka jeździecka Stajni „Hucuł”.
- Hala fabryczna firmy SHE.
- Uruchomienie wielkopowierzchniowego sklepu Kaufland.
- Przebudowa supermarketu Savia
- Montażownia fabryki mebli „Black Red White”.

## Duże firmy
Na terenie miasta znajdują się przedsiębiorstwa takie jak:
- Andrychowskie Zakłady Przemysłu Bawełnianego,
- Andrychowska Fabryka Maszyn,
- Ogniochron,
- SM Logistic,
- WOSANA,
- Wytwórnia Silników Wysokoprężnych,
- Zasław Zakład Przyczep i Naczep.
- Elektrociepłownia Andropol